# طباعة المباني ثلاثية الأبعاد
طباعة المباني ثلاثية الأبعاد (بالإنجليزية: c3Dp)‏ هي تقنياتٍ مُختلفةٍ تستخدمُ الطباعةَ ثلاثيةَ الأبعاد كطريقةٍ أساسيةٍ لتصنيعِ المباني أو مُكوّناتِ البناء. وتشملُ المُصطلحاتُ البديلةُ لهذهِ العمليةِ "البناءَ الإضافيّ". يُشيرُ مُصطلحُ "الخرسانةُ ثلاثيةُ الأبعاد" إلى تقنياتِ بثقِ الخرسانة، بينما تُشيرُ مُصطلحاتُ نظامِ البناءِ الروبوتيّ المُستقلّ (ARCS) والتصنيعِ الإضافيّ واسعِ النطاقِ (LSAM) والبناءِ الحرّ (FC) إلى مجموعاتٍ فرعيةٍ أخرى.
على مقياسِ البناء، فإنّ طرقَ الطباعةِ ثلاثيةَ الأبعاد الرئيسيةَ هي البثقُ (الخرسانة/الأسمنت، الشمع، الرغوة، البوليمرات)، وربطُ المسحوقِ (ربطُ البوليمر، الرّبطُ التفاعليّ، التلبيد)، واللّحامُ الإضافيّ.
عُرضت عدد منَ الأساليبِ المُختلفةِ حتى الآن، والتي تشملُ تصنيعَ المباني ومُكوّناتِ البناءِ في الموقعِ وخارجَه، باستخدامِ الروبوتاتِ الصناعيةِ وأنظمةِ الجسرِ والمركباتِ المُستقلةِ. وشملتْ عروضُ تقنياتِ طباعةِ البناءِ ثلاثيةَ الأبعادِ تصنيعَ المساكن، ومُكوّناتِ البناءِ (الكسوةِ والألواحِ الهيكليةِ والأعمدة)، والجسورِ والبنيةِ التحتيةِ المدنية، والشعابِ المرجانيةِ الاصطناعية، والهياكلِ الزخرفيةِ، والمنحوتات.
تُعدّ طباعةُ الخرسانةِ ثلاثيةُ الأبعادِ بالفعل تقنيةً واعدةً لديها القدرةُ على إحداثِ ثورةٍ في بناءِ المباني والهياكلِ بأشكالٍ جديدةٍ ومُعقّدة، مما يُوفّرُ الوقتَ والموادّ والعمالةَ والتكاليف، معَ تعزيزِ الاستدامةِ والتأثيرِ البيئيّ للبناءِ في الوقتِ نفسه. ومعَ ذلك، تُواجهُ هذهِ التقنيةُ عقباتٍ وتحدّياتٍ مُختلفة، مثلَ اختيارِ وتصميمِ خلطاتِ الموادّ، وجودةِ العمليةِ والتحكّمِ فيها، والسلامةِ الهيكلية، ومتانةِ الهياكلِ المطبوعةِ ثلاثيةَ الأبعاد، بالإضافةِ إلى تنظيمِ الصناعةِ وتوحيدِ معاييرها.

## طباعة الطين

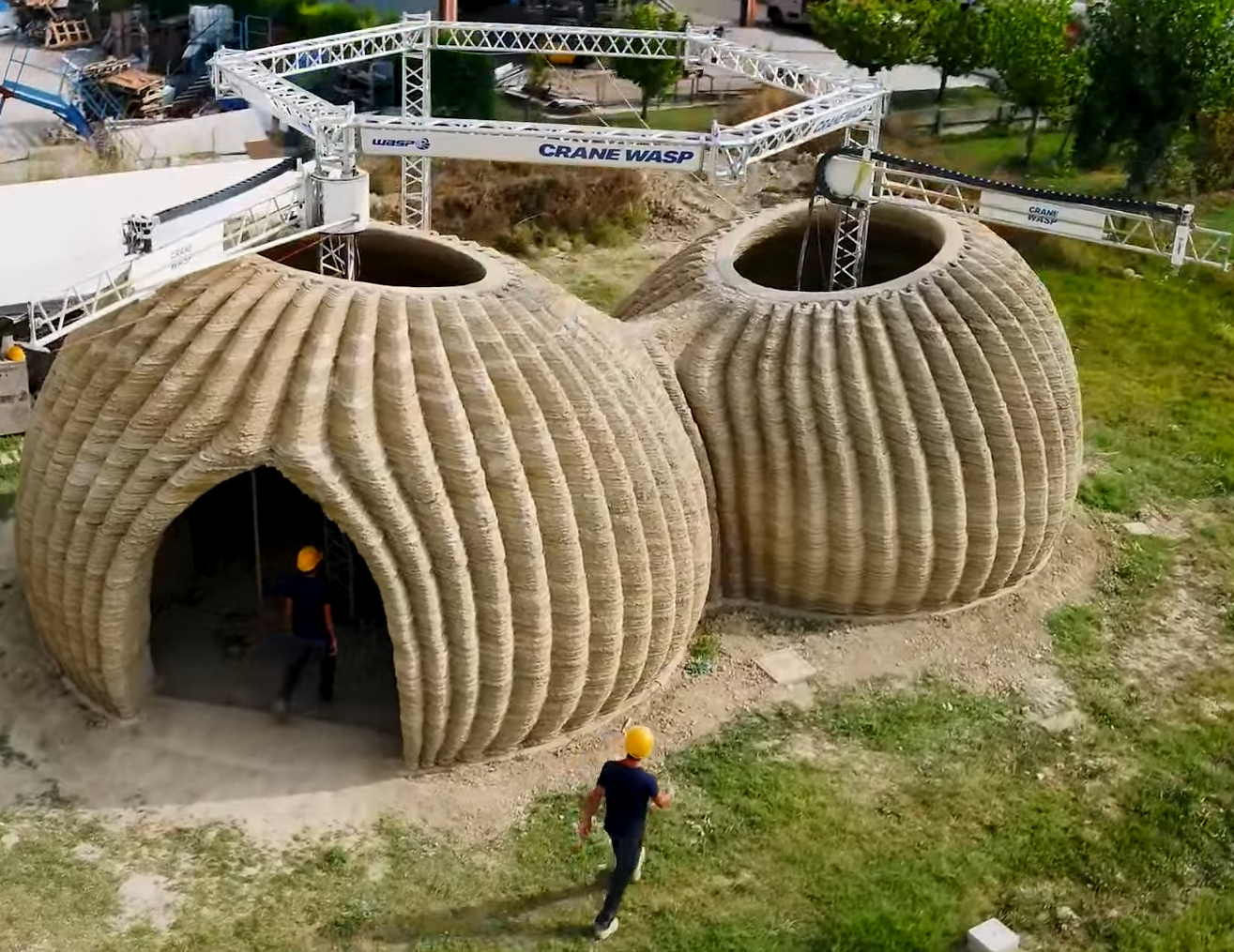
Tecla اعتبارًا من عام 2021.